# هریت هادسون
هریت هادسون (انگلیسی: Harriet Hudson؛ زادهٔ ۲۳ ژانویه ۱۹۹۸) قایقران روئینگ اهل استرالیا است. وی از سال ۲۰۱۶ میلادی تاکنون مشغول فعالیت بوده‌است.
وی در مسابقات کشوری و بین‌المللی در مجموع برندهٔ ۲ مدال نقره، ۱ مدال برنز شده‌است.